# Volumen corpuscular medio
El volumen corpuscular medio o volumen celular medio (VCM o MCV por sus siglas en inglés) es un parámetro usado en el estudio de la sangre (citometría hemática). Se refiere a la media del volumen individual de los eritrocitos (glóbulos rojos). Esta medida se consigue multiplicando un volumen de sangre por la proporción de sangre que es celular (el hematocrito), y dividiendo ese producto entre el número de eritrocitos en ese volumen. 
Esta medida es muy útil para la detección y el estudio de la anemia, ya que permite clasificarla como anemia microcítica (bajo nivel de VCM), anemia normocítica (VCM en su rango normal) y anemia macrocítica (nivel muy alto de VCM). La anemia normocítica (VCM normal) generalmente se considera así porque la médula ósea aún no ha respondido con un cambio en el volumen celular. Ocurre ocasionalmente en condiciones agudas, es decir, pérdida de sangre y hemólisis.
Si el MCV se determinó mediante un equipo automatizado, el resultado se puede comparar con la morfología de los eritrocitos en un frotis de sangre periférica, donde un eritrocito normal es aproximadamente del tamaño de un núcleo linfocítico normal. Generalmente, cualquier desviación indicaría un equipo defectuoso o un error técnico, aunque algunas condiciones se presentan con MCV alto sin células megaloblásticas.
Para especificaciones adicionales, se puede usar el VCM para calcular el ancho de distribución de glóbulos rojos (RDW por sus siglas en inglés). El RDW es un cálculo estadístico realizado por analizadores automáticos que refleja la variabilidad en tamaño y forma de los glóbulos rojos.

## Cálculo
El volumen corpuscular medio es calculado de la siguiente manera:
{\displaystyle VCM=(Hct/RBC)*10}, donde Hct es el hematocrito, en porcentaje y RBC ("Red Blood Cell Count") es el conteo de eritrocitos, expresado en millones de células por microlitro.
Normalmente, el VCM se expresa en femtolitros ( fL , o 10−15L) y [RBC] en millones por microlitro (10 6 / μL). El rango normal del VCM es de 80 a 100 fL.
De acuerdo al valor en el que se encuentre este parámetro, se desprenden dos conceptos; microcítico y macrocítico (micro=pequeño, macro=grande, cítico=célula). Para un hombre o mujer con un volumen corpuscular medio de 120 es considerado macrocítico, mientras que un VCM de 98 se considera macrocítico sólo para hombres.
Un paciente con una variación muy grande en el tamaño de sus eritrocitos, se dice que tiene anisocitosis (an=falta de, iso=igual, cito=célula, osis=condición de), en otras palabras células desiguales.
Este parámetro es calculado por los instrumentos automatizados de citometría hemática, los cuales caracterizan, cuentan y miden el tamaño de las células sanguíneas utilizando, en su mayoría el Método Coulter.

## Valores en humanos
Los rangos normales de VCM para varones es de 87+7 fL (femtolitros) y en mujeres de 90+9 fL.